# NGC 1483
NGC 1483 è una piccola galassia a spirale barrata situata nella costellazione dell'Orologio, a una distanza di circa 53 milioni di anni luce dalla nostra Via Lattea.

## Scoperta
La galassia è stata scoperta il 2 settembre 1826 dall'astronomo britannico James Dunlop.

## Descrizione
NGC 1483 ha una classe di luminosità II-III e presenta una larga riga a 21 cm dell'idrogeno neutro.

## Gruppo di NGC 1493
NGC 1483 fa parte del Gruppo di NGC 1493, un raggruppamento di galassie che comprende sei membri. Oltre a NGC 1493, le altre quattro galassie del gruppo sono IC 2000, NGC 1493, NGC 1494, PGC 13979 e PGC 14125.
Secondo Richard Powell del sito Un Atlas de l'Univers, tre delle galassie del gruppo di NGC 1493 (IC 2000, NGC 1493 e NGC 1494) fanno parte del Gruppo di NGC 1433.